# 東成岩駅
東成岩駅（ひがしならわえき）は、愛知県半田市旭町三丁目にある、東海旅客鉄道（JR東海）・衣浦臨海鉄道の駅である。
JR東海の武豊線と、衣浦臨海鉄道の半田線（貨物線）が乗り入れる。JR東海の駅番号はCE08。

## 概要
東成岩駅は、武豊線を運営するJR東海と、半田線を運営する衣浦臨海鉄道が管轄する駅である。武豊線は愛知県内の大府駅と武豊駅を結び、この駅から貨物列車専用の半田線が半田市内の半田埠頭駅まで伸びている。武豊線はJR東海が施設を有する第一種鉄道事業者で、大府駅から東成岩駅まで日本貨物鉄道（JR貨物）がそれを借用して貨物列車を運行する第二種鉄道事業者になっているが、駅自体はJR貨物には属さない。
開業は1933年（昭和8年）である。当初は武豊線の単独駅であったが、1975年（昭和50年）に半田線が開業している。

## 歴史
東成岩駅は、1886年（明治19年）の武豊線開通から40年以上経った1933年（昭和8年）12月に開業した。1930年代前半に開通した知多鉄道（現・名鉄河和線）への対抗策として実施された気動車列車の運転開始・列車増便（1933年8月実施）にあわせて新設された駅の一つである。
同時に開業した他の駅と同じく旅客専用の駅であったが、1945年（昭和20年）から貨物の取り扱いを開始した。しかし貨物営業は1975年（昭和50年）11月の衣浦臨海鉄道半田線の開業と引き換えに廃止され、国鉄所管駅については開業時と同様の旅客専用の駅となったまま1987年（昭和62年）の国鉄分割民営化を迎え、JR東海に継承されている。

### 年表
- 1933年（昭和8年）12月7日 - 国有鉄道武豊線の半田・武豊間に開業。旅客のみを取り扱った[4]。
  - 当初は取り扱う旅客にも制限があり、武豊線と東海道本線岡崎駅・岐阜駅間の各駅、東海道本線の浜松駅・豊橋駅・蒲郡駅、関西本線桑名駅・四日市駅を発着する旅客のみ取り扱った[4]。
- 1939年（昭和14年）7月21日 - 中央本線の大曽根駅・千種駅・鶴舞駅を発着する旅客の取り扱いも開始[4]。
- 1941年（昭和16年）1月20日 - ホーム延伸[5]。
- 1942年（昭和17年）3月31日 - 河合由平 (2009)によれば、ガソリン動車から蒸気機関車に置き換えのため、営業中止となる[6]。ただし、1942年11月15日改正の時刻表では、停車する列車が掲載されている[7]。
- 1944年（昭和19年）11月11日 - 武豊駅方面に約700 m移転[8]。河合由平 (2009)は660 mとし、この時再開業したとする[6]。駅員配置[8]。旅客のみを取り扱う（旅客取り扱い区間の制限あり）[8]。
- 1945年（昭和20年）5月1日 - 貨物の取り扱いを開始[4]。河合由平 (2009)によれば、同月から駅員配置[9]。
- 1947年（昭和22年）4月16日 - 旅客取り扱い区間の制限を廃止[4]。
- 1975年（昭和50年）11月15日 - 衣浦臨海鉄道半田線が開通。当駅での貨物の取扱いを廃止[4]。あわせて駅を無人化[9]。
- 1987年（昭和62年）4月1日 - 国鉄分割民営化に伴い、国鉄の駅は東海旅客鉄道（JR東海）の駅となる[4]。
- 1998年（平成10年） - 12月のダイヤ改正に備え、ホームを1線増設[10]。
- 2000年（平成12年） - 駅前に自転車置場を整備。
- 2006年（平成18年）11月25日 - ICカード「TOICA」の利用が可能となる。
- 2013年（平成25年）10月1日 - 集中旅客サービスシステム（現・お客様サポートサービス）の導入に伴い、自動券売機・自動改札機を設置[1][2]。

### 貨物営業
東成岩駅では上記の通り1945年5月より貨物の取り扱いを開始した。対象は車扱貨物で、専用線発着のものに限って取り扱った。
駅に接続していた専用線は、駅の東隣で操業する川崎製鉄知多製造所（現・JFEスチール知多製造所）のものである。1970年の「専用線一覧表」によれば、川崎製鉄専用線の総延長は2.9 kmである。同線は、工場への原料輸送や工場からの製品輸送に使用されていた。1975年11月に東成岩駅での貨物の取り扱いは廃止されたが、それと同時に開業した衣浦臨海鉄道半田線経由（新半田駅接続）に専用線は切り替えられ、1996年（平成8年）3月まで使用された。

## 駅構造
島式ホーム1面2線の地上駅。単線区間にある交換駅であり、列車の交換が可能である。交換駅化された後は一線スルーではなくなり、旅客列車は左側通行ですれ違う。「はんだ山車まつり」等で大府駅発当駅止まりの臨時列車が設定される場合は、1番線に停車して折り返す。
半田線は2番線から北側に向かって分岐しており、武豊線・半田線を直通する貨物列車は2番線南方にある機回し線で機関車を付け替えてスイッチバックを行う。2015年3月に武豊線は電化されたが、機回し線はディーゼル機関車しか使わないため非電化のままである。
駅舎は1番線側にあり、1番線を渡る構内踏切でホームと繋がる。無人駅（駅員無配置駅）で、管理駅は大府駅。JR東海は2013年10月1日より当駅を含む6駅について「集中旅客サービスシステム（現・お客様サポートサービス）」を導入し、自動券売機・自動改札機を整備した上で遠隔案内によって一括的に管理されるようになった。このためワンマン列車でもホーム側の全てのドアが開き、運賃は駅で収受となっている。
当駅には運転扱いを含めたJR東海の係員はいないが、衣浦臨海鉄道の運転扱いの小屋が駅構内に建てられており貨物列車が半田線へ出入りする際には同社の係員が小屋から出たあと、ホームに立ってタブレットの取り扱い業務を行う。貨物列車はホームで停車しない。

### のりば
| 番線 | 路線      | 方向 | 行先             |
| ---- | --------- | ---- | ---------------- |
| 1    | CE 武豊線 | 上り | 大府・名古屋方面 |
| 2    | CE 武豊線 | 下り | 武豊方面         |

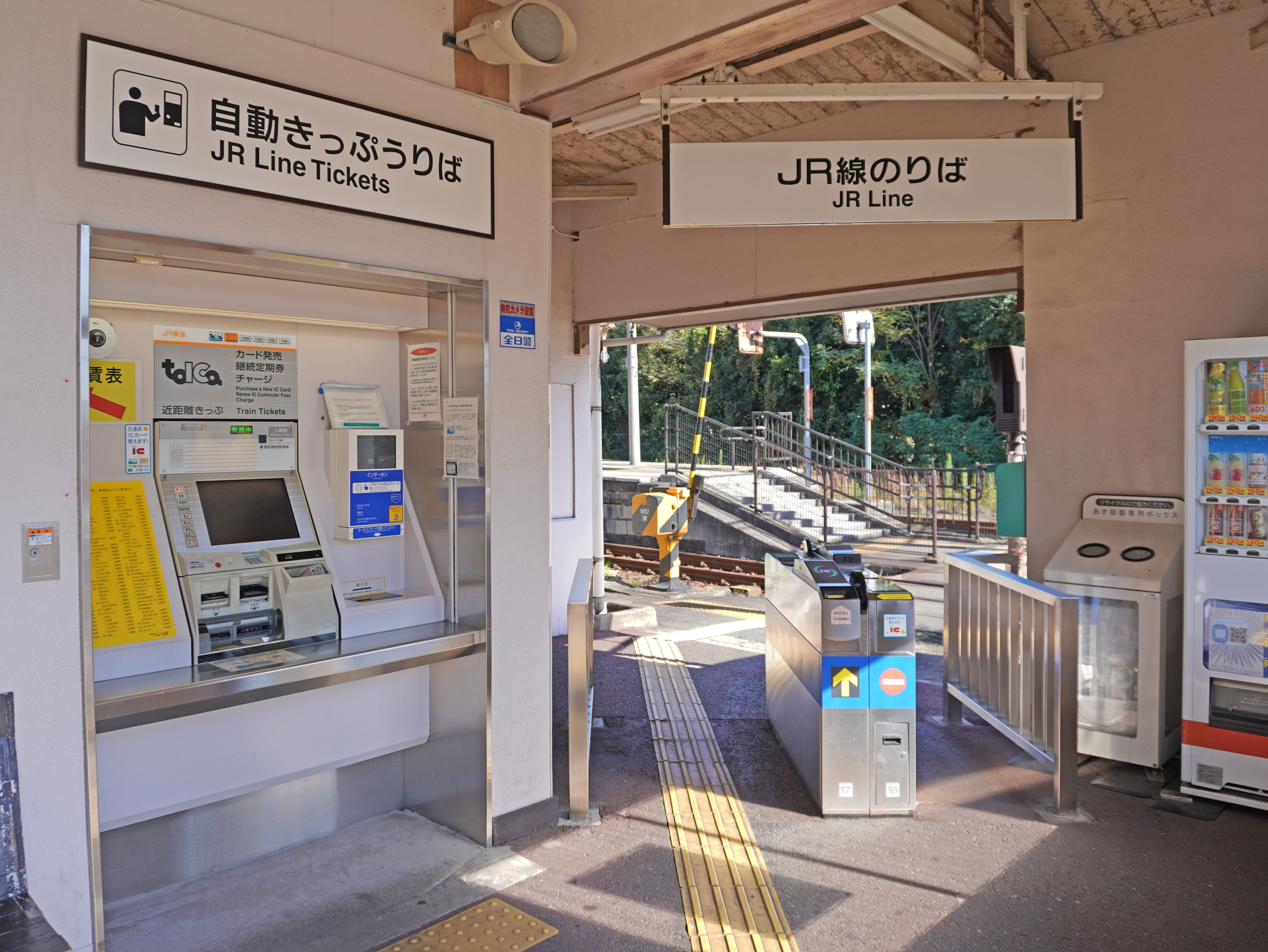
改札口（2022年11月）
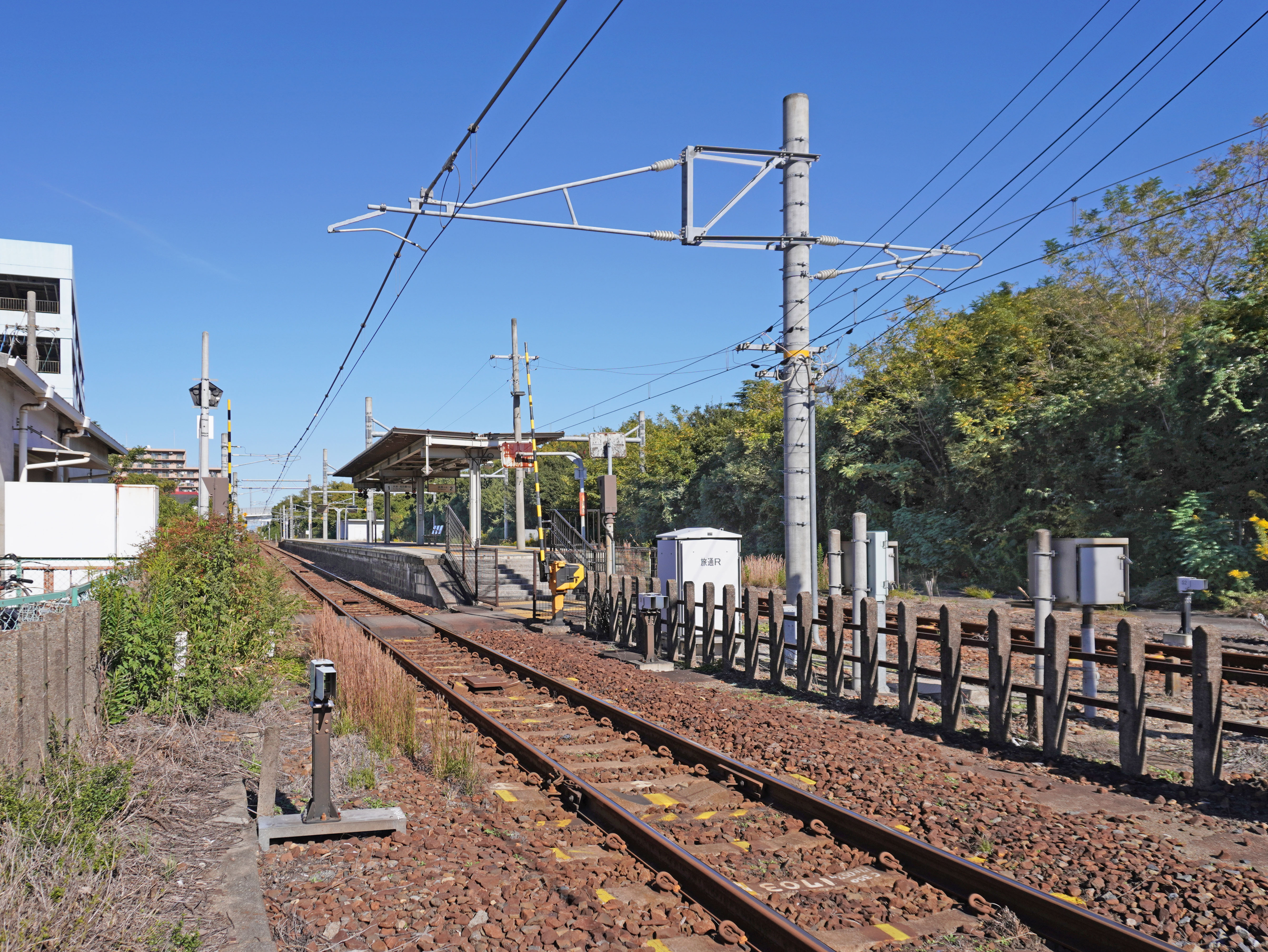
ホーム（2022年11月）
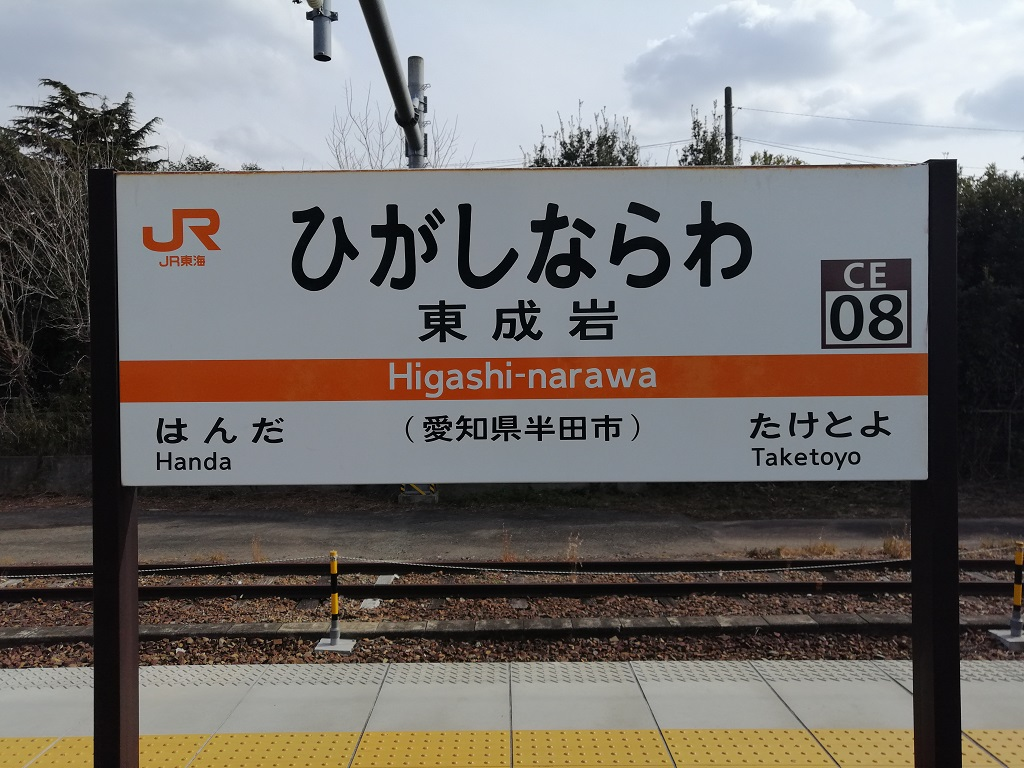
駅名標（2022年1月）

## 利用状況

### 旅客
「愛知県統計年鑑」および「知多半島の統計」によれば、1日平均の乗車人員は以下の通りであった。
| 1日平均の乗車人員の推移 | 1日平均の乗車人員の推移 | 1日平均の乗車人員の推移 |
| 年度                    | 乗車人員                | 出典・備考              |
| ----------------------- | ----------------------- | ----------------------- |
| 1950年度                | 259人                   | [ 19 ]                  |
| 1951年度                | 270人                   | [ 20 ]                  |
| 1952年度                | 240人                   | [ 21 ]                  |
| 1953年度                | 228人                   | [ 22 ]                  |
| 1954年度                | 246人                   | [ 23 ]                  |
| 1955年度                | 237人                   | [ 24 ]                  |
| 1956年度                | 252人                   | [ 25 ]                  |
| 1957年度                | 253人                   | [ 26 ]                  |
| 1958年度                | 227人                   | [ 27 ]                  |
| 1959年度                | 261人                   | [ 28 ]                  |
| 1960年度                | 329人                   | [ 29 ]                  |
| 1961年度                | 393人                   | [ 30 ]                  |
| 1962年度                | 357人                   | [ 31 ]                  |
| 1963年度                | 365人                   | [ 32 ]                  |
| 1964年度                | 351人                   | [ 33 ]                  |
| 1965年度                | 359人                   | [ 34 ]                  |
| 1966年度                | 370人                   | [ 35 ]                  |
| 1967年度                | 344人                   | [ 36 ]                  |
| 1968年度                | 337人                   | [ 37 ]                  |
| 1969年度                | 309人                   | [ 38 ]                  |
| 1970年度                | 288人                   | [ 39 ]                  |
| 1971年度                | 257人                   | [ 40 ]                  |
| 1972年度                | 250人                   | [ 41 ]                  |
| 1973年度                | 232人                   | [ 42 ]                  |
| 1974年度                | 265人                   | [ 43 ]                  |
| 1975年度                | 179人                   | [ 44 ]                  |
| 1976年度                | 176人                   | [ 45 ]                  |
| 1977年度                | 177人                   | [ 46 ]                  |
| 1978年度                | 156人                   | [ 47 ]                  |
| 1979年度                | 146人                   | [ 48 ]                  |
| 1980年度                | 127人                   | [ 49 ]                  |
| 1981年度                | 141人                   | [ 50 ]                  |
| 1982年度                | 177人                   | [ 51 ]                  |
| 1983年度                | 138人                   | [ 52 ]                  |
| 1984年度                | 134人                   | [ 53 ]                  |
| 1985年度                | 121人                   | 1950年度以降最低値      |
| 1986年度                | 132人                   | [ 55 ]                  |
| 1987年度                | 141人                   | [ 56 ]                  |
| 1988年度                | 152人                   | [ 57 ]                  |
| 1989年度                | 170人                   | [ 58 ]                  |
| 1990年度                | 217人                   | [ 59 ]                  |
| 1991年度                | 250人                   | [ 60 ]                  |
| 1992年度                | 246人                   | [ 61 ]                  |
| 1993年度                | 276人                   | [ 62 ]                  |
| 1994年度                | 271人                   | [ 63 ]                  |
| 1995年度                | 280人                   | [ 64 ]                  |
| 1996年度                | 270人                   | [ 65 ] [ 66 ]           |
| 1997年度                | 288人                   | [ 67 ] [ 66 ]           |
| 1998年度                | 307人                   | [ 68 ] [ 69 ]           |
| 1999年度                | 299人                   | [ 70 ] [ 71 ]           |
| 2000年度                | 322人                   | [ 71 ]                  |
| 2001年度                | 373人                   | [ 71 ]                  |
| 2002年度                | 400人                   | [ 72 ]                  |
| 2003年度                | 404人                   | [ 72 ]                  |
| 2004年度                | 418人                   | [ 72 ]                  |
| 2005年度                | 451人                   | [ 73 ]                  |
| 2006年度                | 478人                   | [ 73 ]                  |
| 2007年度                | 516人                   | [ 73 ]                  |
| 2008年度                | 533人                   | [ 74 ]                  |
| 2009年度                | 502人                   | [ 74 ]                  |
| 2010年度                | 483人                   | [ 74 ]                  |
| 2011年度                | 482人                   | [ 75 ]                  |
| 2012年度                | 482人                   | [ 76 ]                  |
| 2013年度                | 539人                   | [ 76 ]                  |
| 2014年度                | 583人                   | [ 77 ]                  |
| 2015年度                | 591人                   | [ 78 ]                  |
| 2016年度                | 600人                   | [ 79 ]                  |
| 2017年度                | 609人                   | [ 80 ]                  |
| 2018年度                | 615人                   | 1950年度以降最大値      |
| 2019年度                | 594人                   | [ 81 ]                  |
| 2020年度                | 498人                   | [ 82 ]                  |
| 2021年度                | 519人                   | [ 82 ]                  |
| 2022年度                | 499人                   | [ 82 ]                  |

近くにある名鉄青山駅より利用客数はかなり少ないが、近年は増加傾向にある。

### 貨物
1950年度から、貨物の取り扱いが廃止された1975年度までの貨物取扱量（発送・到着トン数）は、以下の表のとおりに推移していた。
| 貨物取扱量の推移              | 貨物取扱量の推移 | 貨物取扱量の推移 |
| 年度                          | 発送             | 到着             |
| ----------------------------- | ---------------- | ---------------- |
| 1950年度                      | 35,523t          | 93,886t          |
| 1951年度                      | 41,228t          | 101,128t         |
| 1952年度                      | 46,204t          | 69,358t          |
| 1953年度                      | 51,629t          | 86,197t          |
| 1954年度                      | 30,306t          | 43,306t          |
| 1955年度                      | 12,056t          | 32,739t          |
| 1956年度                      | 13,163t          | 42,630t          |
| 1957年度                      | 10,992t          | 35,115t          |
| 1958年度                      | 9,334t           | 22,316t          |
| 1959年度                      | 9,688t           | 24,565t          |
| 1960年度                      | 11,348t          | 26,102t          |
| 1961年度                      | 18,416t          | 33,457t          |
| 1962年度                      | 11,237t          | 23,014t          |
| 1963年度                      | 12,212t          | 23,944t          |
| 1964年度                      | 23,100t          | 30,006t          |
| 1965年度                      | 26,856t          | 28,453t          |
| 1966年度                      | 27,880t          | 30,136t          |
| 1967年度                      | 27,584t          | 32,115t          |
| 1968年度                      | 12,370t          | 28,718t          |
| 1969年度                      | 14,590t          | 35,428t          |
| 1970年度                      | 15,671t          | 33,071t          |
| 1971年度                      | 25,323t          | 19,757t          |
| 1972年度                      | 29,874t          | 11,973t          |
| 1973年度                      | 23,361t          | 8,441t           |
| 1974年度                      | 14,899t          | 6,597t           |
| 1975年度                      | 7,429t           | 3,482t           |
| ※出典は乗車人員の推移に同じ。 |                  |                  |

## 停車列車
現在武豊線を走行する列車は、線内は各駅に停車する列車のみのため、全列車が停車する。また、2018年3月まで運行されていた快速列車も停車していた。

## 駅周辺
- JFEスチール知多製造所
- 名古屋鉄道（名鉄）河和線・青山駅[83]
- 半田コロナワールド
- イオン半田店
- ロピア 半田店（2024年6月20日オープン）
- ドン・キホーテ半田店
- 半田市公共交通バス
  - 青山・成岩線 - 半田コロナワールド西バス停

## 隣の駅
東海旅客鉄道（JR東海）
CE 武豊線
■区間快速・■普通
半田駅 (CE07) - 東成岩駅 (CE08) - 武豊駅 (CE09)
衣浦臨海鉄道
半田線
東成岩駅 - 半田埠頭駅